# 유희왕 (게임)

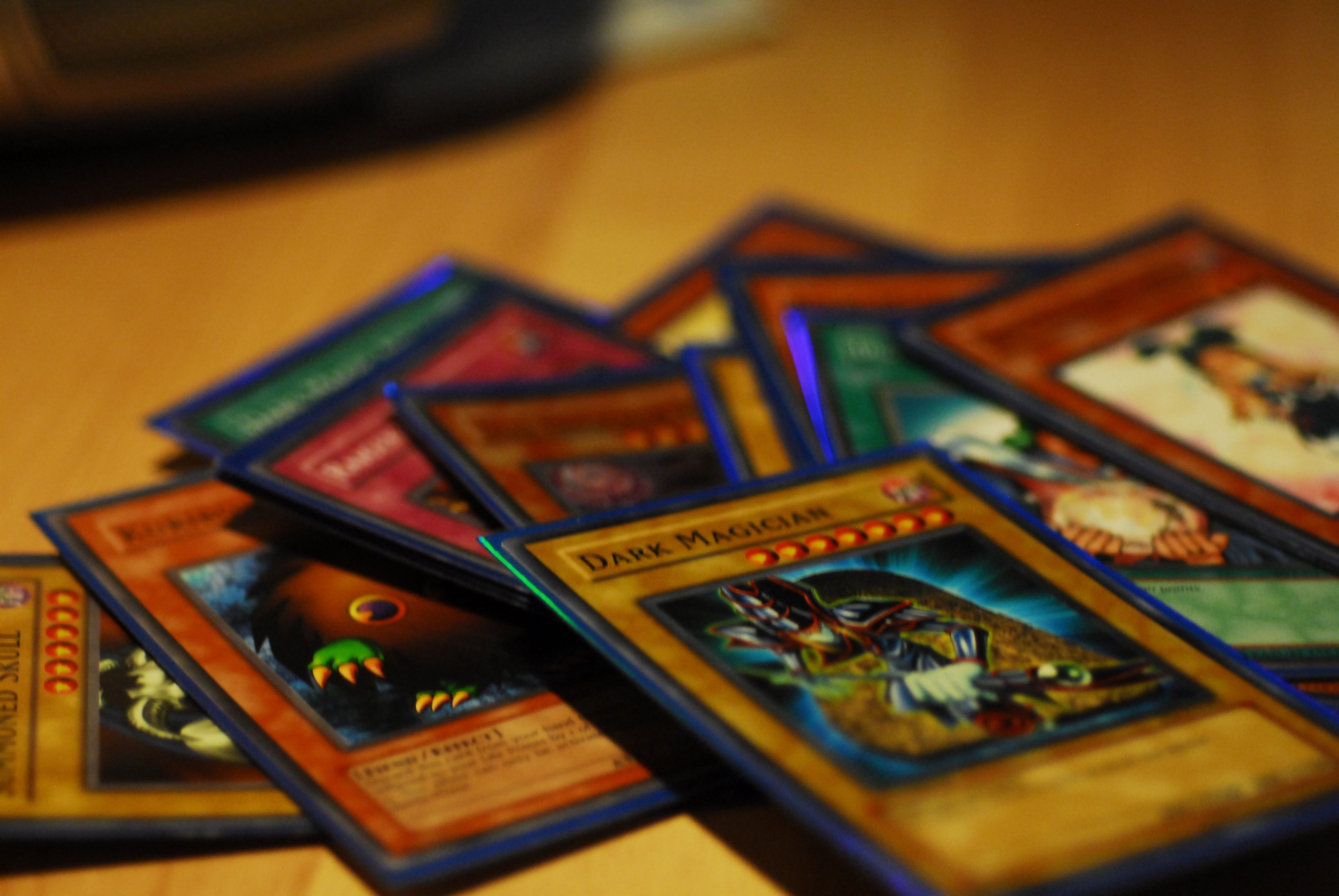
영어판 유희왕 카드들

유희왕(Yu-Gi-Oh!, 遊☆戯☆王) 오피셜 카드 게임 듀얼몬스터즈는 트레이딩 카드 게임(Trading card game, TCG)이다. 다카하시 가즈키의 만화 유희왕 듀얼몬스터즈를 토대로, 실제 게임으로 제작한 것이다. 현재 코나미 사(社)가 제작 및 배포하고 있다. 한국어판은 대원 미디어에 저작권이 있다.
몬스터, 마법, 함정 카드로 구성된 카드 뭉치 '덱'을 이용해 상대의 LP(라이프 포인트)를 줄이는 것을 목표로 하는 카드 게임이다.

## 게임의 진행
게임의 진행은 다음과 같다. 먼저 서로의 덱을 셔플하고, 가위바위보 등으로 선·후공을 정한다. 그 뒤 서로 자신의 덱에서 카드를 5장씩 드로우 하고, 이것은 자신의 패가 된다. 이후부터는 아래의 턴의 흐름에 따라 게임이 진행된다.
- 드로우 페이즈: 덱의 맨 위에서 카드를 한 장 드로우하는 때이다. 이 시점에서 덱에 카드가 없어 드로우를 못하게 되면 패배한다. 선제 공격자는 첫 턴에 드로우를 할 수가 없다.
- 스텐바이 페이즈: 몇몇 카드들의 효과가 처리되는 때이다.
- 메인 페이즈 1: 이 페이즈에서는 몬스터의 일반 소환/반전 소환/특수 소환 및 세트, 마법/함정의 발동 및 세트 등을 할 수 있다. 통상 소환의 경우 몬스터는 1턴에 하나만 일반 소환/세트가 가능하지만, 특수 소환, 마법/함정카드엔 제한이 없다.
- 배틀 페이즈: 몬스터끼리의 전투가 일어나는 페이즈이다. 배틀 페이즈는 다시 스타트 스텝, 배틀 스텝, 데미지 스텝(데미지 스텝 개시 시, 데미지 계산 전, 데미지 계산 중, 데미지 계산 후, 데미지 스텝 종료 시), 엔드 스텝으로 세분된다. 전투할 몬스터가 없거나 전투를 실행하고 싶지 않을 때에는 배틀 페이즈를 생략하고 메인 페이즈 1에서 바로 엔드 페이즈로 넘어갈 수 있다. 선제 공격자는 첫 턴에는 배틀 페이즈를 실행할 수 없다.
- 메인 페이즈 2: 배틀 페이즈가 종료하면 메인 페이즈 2로 진행한다. 메인 페이즈 1과 마찬가지로 몬스터의 일반 소환/세트(그러나 1턴에 한번이므로 메인 페이즈 1에 일반 소환하지 않았을 경우만 가능하다.), 마법/함정의 발동/세트 등을 할 수 있다. 배틀 페이즈를 실행하지 않았을 경우, 메인 페이즈 2는 실행할 수 없다.
- 엔드 페이즈: 턴 종료를 선언한다. 이때 자신의 패가 7장이상일 때 6장이 되도록 패를 버린다. 자신의 턴이 끝나면 상대의 턴이 되어 다시 턴의 흐름에 따라 게임이 진행된다. (단, 1턴이라는 것은 자신의 턴만 포함하는 것이다. 물론 몬스터의 효과에 엔드페이즈에 발동하는 효과는 발동이 가능하다

### 게임의 승패
- 기존 라이프 포인트 8000에서(스피드 듀얼에선 4000) 0이된 플레이어는 패배한다.
- 드로우를 하지 못한 플레이어는 패배한다. 카드의 효과에 의해서 드로우를 한 장이라도 못하면 패배하고, 한 장이라도 드로우하면 패배하지 않는다.
- 양쪽의 플레이어는 언제든지 항복할 수 있다.
- 카드의 효과에 의해서도 승리할 수 있다.(ex. 엑조디아,위저보드,종언의 카운트 다운 등등)

## 몬스터의 종류
- 일반 몬스터: 효과가 없는 몬스터다. 카드 색은 노란색이며, 일러스트 왼쪽 하단에《○○○족》《일반》으로 기재한다.
- 효과 몬스터: 효과가 있다. 카드 색은 황토색이며, 《○○○족》《효과》로 기재한다.
- 듀얼 몬스터: 듀얼 몬스터는, 패•필드•묘지에 존재하는 한 일반 몬스터로 취급된다. 하지만, 필드 위에서 일반 소환된 듀얼 몬스터를 통상 소환으로 취급하는 것으로 일반 소환을 1번 더 하면, 효과 몬스터로 취급하며 효과를 얻게 된다. 카드 색은 황토색이며, 《○○○족》《듀얼》로 기재한다.
- 튜너: 튜너는 싱크로 몬스터의 소환에 필요한 몬스터이다. 《○○○족》《튜너》로 기재하며, 동시에 《일반》이나 《효과》카테고리와 속해 있다.
- 융합 몬스터: 카드 색은 보라색이며, '융합'이나 '-퓨전' 등의 마법 카드를 이용하여 특정하게 기재되어 있는 소재 몬스터를 패/필드에서 묘지로 보내 엑스트라 덱에서 특수 소환할 수 있는 몬스터이다. 《○○○족》《융합》으로 기재하며, 동시에 《효과》카테고리에 속해 있는 카드도 있다.
- 의식 몬스터: 카드 색은 푸른색이며, 특정 의식 몬스터를 의식 소환할 수 있게 하는 의식 마법 카드를 이용하여 패/필드에서 동일한 레벨 수치 또는 그 이상이 되도록 몬스터를 묘지로 보내는 것으로 패에서 특수 소환할 수 있다. 《○○○족》《의식》으로 기재하며, 동시에 《일반》이나 《효과》카테고리와 속해 있다.
- 싱크로 몬스터: 유희왕 5D's에서 처음 공개된 몬스터. 카드 색은 흰색이며, 필드 위에서 튜너 몬스터 1장과 튜너 몬스터가 아닌 임의의 수의 몬스터를 묘지로 보내는 것으로, 묘지로 보낸 몬스터의 레벨 합계와 같은 레벨 수치를 가진 싱크로 몬스터를 엑스트라 덱에서 특수 소환하게 된다. 《○○○족》《싱크로》로 기재하며, 동시에《효과》카테고리에 속해 있는 카드도 있다. 일부 카드는 《튜너》카테고리에도 속해 있다.
- 엑시즈 몬스터:유희왕 ZEXAL에서 처음 공개된 몬스터. 카드 색은 검은색이며, 필드 위에서 동일한 레벨을 가진 몬스터 2장 이상을 소재로 하여 같은 레벨 수치의 '랭크'를 가진 엑시즈 몬스터를 엑스트라 덱에서 특수 소환하게 된다. 다른 엑스트라 덱 몬스터와 다른 점은 랭크를 가지고 있기에 레벨과 관련된 효과를 적용할 수 없고, 소재로 된 몬스터가 바로 묘지로 가지 않고 계속 엑시즈 몬스터 아래에 '엑시즈 소재'로서 남는다. 이 엑시즈 소재는 엑시즈 몬스터의 효과 발동을 위해 제거할 수 있다. 《○○○족》《엑시즈》로 기재하며, 동시에효과도 적혀있는 카드도 있다.
- 펜듈럼 몬스터:유희왕 ARC-V에서 처음 공개된 몬스터. 카드 색은 상단은 메인 덱 몬스터의 노란색이나 황토색, 하단은 마법 카드의 청록색이다. 카드 중간에 '펜듈럼 스케일'이라고 부르는 숫자와 '펜듈럼 효과'라고 부르는 또 하나의 효과가 있다. 펜듈럼 몬스터는 기존 마법/함정 카드 존의 맨 끝 두 부분[1]인 '펜듈럼 존'에 지속 마법 카드로서 발동할 수 있으며, 이 경우 왼쪽의 펜듈럼 스케일 초과, 오른쪽의 펜듈럼 스케일 미만의 레벨에 해당하는 패의 몬스터를 1턴에 1번 자신의 메인 페이즈 시에 동시에 여럿 특수 소환할 수 있다. 펜듈럼 효과는 펜듈럼 존에 놓여야만 지속 마법처럼 발동할 수 있으며, 몬스터 효과와는 별개이다. 펜듈럼 몬스터는 필드 위에서 묘지로 보내졌을 경우, 엑스트라 덱에 앞면 표시로 보내지며, 이 펜듈럼 몬스터 또한 펜듈럼 소환 시 동시에 소환할 수 있다. 《○○○족》《펜듈럼》으로 기재하며, 동시에 《일반》이나 《효과》카테고리와 속해 있다. 일부 펜듈럼 몬스터는 《융합》,《싱크로》,《엑시즈》카테고리와 속해 있는 경우도 있는데, 이 경우에는 먼저 엑스트라 덱에 뒷면으로 투입하여 정규적인 융합/싱크로/엑시즈 소환으로 특수 소환하여, 그 뒤 필드에서 묘지로 보내진 경우 엑스트라 덱에 앞면 표시로 대신 보내져 펜듈럼 소환할 수 있다.[2]
- 링크 몬스터:유희왕 VRAINS에서 처음 공개된 몬스터. 카드 색은 푸른색이며, 몬스터마다 다른 '링크' 수치와 그 링크 수치분의 '링크 마커'가 여러 방향으로 그려져 있다. 필드 위에서 기재된 임의의 몬스터를 묘지로 보내는 것으로[3] 엑스트라 덱에서 특수 소환하게 된다. 마스터 룰 4가 적용되면서 메인 몬스터 존의 2번째, 4번째 구간 앞에 하나씩의 '엑스트라 몬스터 존'이 개설, 이 두 군데 중 한 플레이어가 한 곳에만 엑스트라 덱에서 몬스터를 소환할 수 없게 되었다. 그러나 링크 몬스터가 필드 위에 존재하면 링크 마커가 가리키는 메인 몬스터 존에도 엑스트라 덱의 몬스터를 특수 소환할 수 있다(마스터룰 5부터는 해당사항 없음). 엑스트라 몬스터 존에서 시작해서 링크 마커가 다른 한 곳의 엑스트라 몬스터 존을 가리키게 된 경우는 '엑스트라 링크'라고 하며, 이 경우 다른 한 곳의 엑스트라 몬스터 존도 사용할 수 있다. 《○○○족》《링크》로 기재하며,《효과》카테고리에 속해 있는 카드도 있다.

### 몬스터의 소환
몬스터의 소환에는 일반 소환, 반전 소환, 특수 소환, 어드밴스 소환, 펜듈럼 소환, 의식 소환, 융합 소환, 엑시즈 소환,링크 소환이 있다.
- 일반 소환: 일반 소환은 자신 턴에 1번밖에 할 수 없으며, 몬스터를 앞면 공격표시로 놓는 것을 말한다. 이와 비슷한 세트도 자신 턴에 1번 밖에 할 수 없고, 몬스터를 뒷면 수비 표시로 놓는 것을 말한다.
- 반전 소환: 세트된 몬스터를 앞면 수비 표시 또는 앞면 공격 표시로 놓는 것을 말한다. 반전 소환, 리버스 효과가 발동 된다.
- 특수 소환: 몬스터/마법/함정의 효과에 의하여 소환하는 것. 일러스트 왼쪽 하단에 특수 소환이라 쓰인 경우 특수 소환 외의 소환을 할 수 없다.
- 어드벤스 소환: 레벨 5 이상의 몬스터가 일반 소환/세트를 하기 위한 소환 방법. 일반 소환으로 취급하고,레벨 5에서 6 몬스터는 1장, 레벨 7에서 12 몬스터는 2장의 몬스터를 필드 위에서 '릴리스'로 취급해 묘지로 보낸다.
- 펜듈럼 소환, 의식 소환, 융합 소환, 싱크로 소환, 엑시즈 소환, 링크 소환: 위의 몬스터의 종류 참고.

### 몬스터의 효과
효과 몬스터가 가진 효과.
- 기동 효과: 자신의 메인 페이즈 시에 발동 선언을 하여 발동하는 효과.
- 지속 효과: 그 효과 몬스터가 몬스터 존에 앞면 표시로 있다면 계속 발동 상태인 효과.
- 리버스 효과: 뒷면 수비 표시인 몬스터가 앞면 표시가 되었을 때 자동으로 발동되는 효과.
- 유발 효과:특정 조건이 맞춰졌을 때 자동으로 발동되는 효과.
- 유발 즉시 효과:유발 효과와 동일하나 상대 턴에도 발동할 수 있다.

### 마법/함정 카드의 종류

#### 마법 카드
마법 카드의 종류에는 일반 마법, 속공 마법, 필드 마법, 지속 마법, 의식 마법, 장착 마법이 있으며, 함정 카드의 종류에는 일반 함정, 카운터 함정, 지속 함정이 있다.
- 일반 마법: 자신 턴에 패에서 발동할 수 있는 마법 카드.마법&함정 존에 덮어(세트) 놓을 수 있으며, 자신의 턴에만 발동할 수 있다. 발동 후에 묘지로 보내진다. 아무 표시도 없다.
- 속공 마법: 자신 턴에 패에서 발동할 수 있고, 마법&함정 존에 세트할 수 있는 마법 카드. 세트한 턴에는 발동할 수 없지만, 세트된 상태라면 상대 턴에도 뒤집어서 발동 할 수 있다. 발동 후에 묘지로 보내진다. 번개 표시가 있다.
- 필드 마법: 필드 존에 놓을 수 있는 마법 카드. 새로운 이름의 필드 마법 카드가 발동되면 전의 필드 마법 카드는 묘지로 보내지게 되며, 필드 마법 카드는 서로의 필드 위에 1장밖에 존재할 수 없다. 세트 할 수 있으며, 십자가 표시가 있다.
- 지속 마법: 발동 후에 묘지로 보내지지 않고 계속 남는 마법. 파괴되지 않는 한 계속 존재해 효과를 발동한다. 무한대 표시가 있으며, 세트 할 수 있다.
- 의식 마법: 의식 몬스터의 의식 소환에 필요. 발동 후에 묘지로 보내진다. 불꽃 표시가 있고, 세트할 수 있다.
- 장착 마법: 발동 후, 필드에 계속 남아 한 몬스터에 장착되는 마법. 상대 필드의 몬스터에도 장착할 수 있으며, 그 몬스터에게 효과가 부여된다. 더하기(+) 표시가 있으며, 세트할 수 있다.

#### 함정 카드
- 일반 함정: 마법과 달리, 패에서 발동할 수 없으며, 세트한 후 1턴이 지나야만 발동 할 수 있다.
- 지속 함정: 지속 마법과 같지만, 세트한 뒤 1턴이 지나야 발동할 수 있다.
- 카운터 함정: 무언가의 효과에 체인을 해 발동하는 함정 카드. 카운터 함정은 카운터 함정으로밖에 체인을 걸 수 없다.

## 체인
어떠한 카드의 발동에 대응하여 다른 카드를 발동하는 경우를 말하며, 이 때문에 카드를 발동했을 경우 우선 상대에게 체인을 할 것인가의 의견을 물어봐야 한다. 체인은 자신이든 상대든 원하는 만큼 실행할 수 있으나, 체인을 처리할 경우에는 가장 마지막의 체인된 효과부터 처리한다.

### 스펠 스피드
체인의 요소로 '스펠 스피드'가 존재하는데, 기본적으로 어느 한 효과가 발동하면 그 효과 이상의 스펠 스피드로만 체인할 수 있다.
- 스펠 스피드 1: 가장 느린 효과로, 유발 즉시 효과가 아닌 효과 몬스터의 효과, 속공 마법 이외의 마법 카드가 해당한다. 스펠 스피드 1의 효과로는 체인을 걸 수 없다.
- 스펠 스피드 2: 효과 몬스터의 유발 즉시 효과, 속공 마법, 카운터 함정 이외의 함정 카드가 해당한다.
- 스펠 스피드 3: 카운터 함정 카드가 해당한다.

## 몬스터의 속성과 종족
몬스터의 속성에는 어둠, 빛, 화염, 물, 땅, 바람 ,신속성으로 7종류가 존재하며, 각자의 속성을 따로 서포트하는 카드가 존재한다.
몬스터의 종족또한 드래곤족, 마법사족, 전사족, 야수족, 야수전사족, 곤충족, 물족, 화염족, 공룡족, 파충류족, 사이버스족, 언데드족, 식물족, 기계족, 악마족, 천사족, 어류족, 해룡족, 환신야수족, 창조신족, 사이킥족 등의 종족들이 존재하며, 역시 각자의 종족을 서포트하는 카드가 존재한다. 현재의 종족 수는 25개이다.